# 建昌府 (南诏)
建昌府，中国南诏、大理国、元朝、明朝时设置的府。
战国、秦朝、汉朝初年皆称“邛都”，秦朝曾略通五尺道，置吏。汉武帝派司马相如设邛都县，后来废除。元鼎六年（前111年），置越嶲郡，设邛都县。蜀汉丞相诸葛亮于建兴三年（225年）南征，在此地斩越嶲高定。北周改作越嶲县，为越嶲郡治所。唐朝为巂州。
公元9世纪，南诏改唐朝巂州置建昌府，属会川都督，治所在今四川省西昌市。大理国时辖境约相当今四川省大渡河以南、金沙江以西、雅砻江以东，德昌县、宁南县二县以北地区。元世祖至元十二年（1275年）改为建昌路。辖境相当今四川大渡河以南，金沙江以北，大凉山、美姑县、宁南县以西和冕宁县、会理县以东地区。
明太祖洪武十五年（1382年）正月，复为建昌府，属云南布政司，又兼置建昌卫，属云南都司。之后建昌府、建昌卫改属四川。辖境相当今四川西昌市及德昌县、米易县等地。洪武二十五年（1392年）废建昌府。 